# Piccole donne (serie televisiva 2022)
Piccole donne (작은 아씨들?, Jag-eun assideulLR) è una serie televisiva sudcoreana diretta da Kim Hee-won e interpretata da Kim Go-eun, Nam Ji-hyun e Park Ji-hu. Va in onda sul canale tvN dal 3 settembre 2022, ed è distribuita anche su Netflix in alcuni Paesi.

## Trama
La serie ruota attorno a tre sorelle molto legate e cresciute in povertà. Un giorno, in seguito alla sparizione di 70 miliardi di won, si ritrovano coinvolte con una delle famiglie più potenti della nazione.

## Personaggi

### Principali
- Oh In-ju, interpretata da Kim Go-eun[3]
- Oh In-kyung, interpretata da Nam Ji-hyun[4]
- Oh In-hye, interpretata da Park Ji-hu[5]

### Secondari
- Ha Jong-ho, interpretato da Kang Hoon[6]
- Park Jae-sang, interpretato da Um Ki-joon[7]